# Gjekë Marinaj
Gjekë Marinaj là nhà thơ, nhà văn, dịch giả, nhà phê bình văn học người Mỹ gốc Albania.

## Tiểu sử
Ông sinh năm 1965 tại Malësi e Madhe phía bắc Albania. Hiện G. Marinaj định cư tại Hoa Kỳ. Là Chủ tịch đầu tiên của Hội Nhà văn Albania-Mỹ, được thành lập năm 2001. Hiện ông dạy Anh ngữ và Truyền thông tại Richland College ở Texas. G. Marinaj nhận bằng tiến sĩ triết học tại đại học Texas, Dallas năm 2012. Marinaj đã xuất bản một số tập thơ, văn xuôi, phê bình văn học. Currently living in the Hoa Kỳ, he has been the first president of the Society of Albanian-American Writers, established in 2001 Trong năm 2008, G. Marinaj được trao giải thưởng Pjetër Arbnori Văn chương của Bộ Du lịch, Văn hoá, Thanh niên và Thể thao của Albania.

## Tác phẩm
- Sung across the shoulder
- Do Not Depart From Me
- Infinite
- Prayer on the Eighth Day of the Week
- The Other Side of the Mirror
- Some things can’t be kept secret
- Protonism: theory into practice